# Linguékoro
Linguékoro est une commune rurale située dans le département de Mangodara de la province de Comoé dans la région des Cascades au Burkina Faso.

## Histoire
- Le 23 janvier 2023 : massacre de Linguékoro.